# خورنادا ديل مويرتو

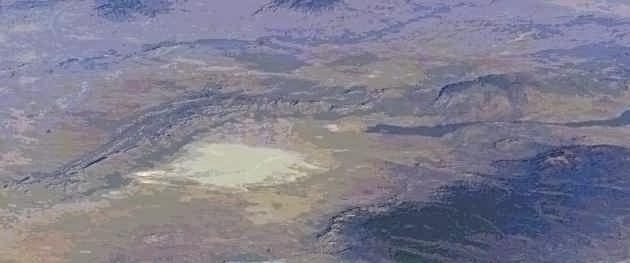
منطقة خوراندا ديل مويرتس هي الثلث العلوي من الصورة

خوراندا ديل مويرتو (بالإسبانية: Jornado del Muerto)‏ منطقة جغرافية صحراوية في أميركا الشمالية ويعني اسمها «يوم عمل الموتى» وإن كان يترجم ببعض المصادر الإنجليزية إلى «رحلة الرجل الميت». ويستخدم اللفظ للتحدث عن المنطقة التي اجتازها الكونكيستدورس (الغزاة الأسبان لأميركا) خلال رحلتهم من منطقة لاس كروثس إلى سوكورو في نيو مكسيكو. ويقصد بالاسم تحديداً منطقة جغرافية طولها 160 كم. 
بتاريخ 16 تموز\يوليو 1945، تم تفجير أول سلاح نووي في موقع ترينيتي الذي يقع حوالي 40 ميل شمال-شرق البقعة الجغرافية المسماة خوراندا ديل مويرتو.